# Benedetta da Vimercate
Benedetta da Vimercate (Vimercate, 1425 circa – Milano, 30 giugno 1515) è stata una religiosa italiana, vicaria e superiora nel monastero agostiniano di Santa Marta in Milano.

## Biografia
Benedetta da Vimercate scrisse la prima agiografia sulla vita monastica, mistica e miracolosa della beata Veronica Negroni da Binasco, La virtuosa vita religiosa di suor Veronica del Monastero di Santa Marta della Città di Milano, con i mirabili misteri di rivelazioni ed apparizioni che ebbe dal Signore in diversi modi, Biblioteca Ambrosiana, Milano: riferimento I 179 inf.).
L'opera documenta la vita della beata divisa in quattro parti: 

- La I parte riassume episodi di vita monastica e le prime estasi
.

- La II parte
tratta delle estasi, delle feste in Paradiso dei Santi, di Maria e di Gesù e dell'ultima parte della sua vita evangelica.

- La III parte descrive le estasi e la Passione di Cristo.

- La IV parte riporta episodi della vita e morte della beata.

- L'epilogo  illustra i miracoli.
Questa agiografia è stata scritta in lingua volgare; il testo manoscritto, conservato nella Biblioteca Ambrosiana di Milano, fu composto dopo la morte della beata, con il contributo di suor Taddea de Bonleij, compagna di cella e segretaria della beata.
Quest'opera fu gelosamente conservata dall'autrice fino alla sua morte, avvenuta nell'anno 1515, e fu scoperta nel 1516 dal teologo domenicano Isidoro Isolani, grazie al contributo dell'allora madre superiora, la venerabile Arcangela Panigarola. L'Isolani la utilizzò parzialmente per la stesura di un testo in latino che fu dato alla stampa e reso pubblico il 3 aprile 1518.
La biografia monastica di suor Benedetta fu scritta sul Libro delle Monache a cura di suor Veronica Stampa e trascritto nel gennaio 1650 da Francesco Bonardi in Origine e progresso del venerando Monastero di Santa Marta di Milano; questo testo è conservato nella Biblioteca Ambrosiana di Milano.
Scrisse suor Veronica Stampa: «Sor Benedetta figliuola di M.r Luchino da Vimercato fu ricevuta alla nostra Religione al Divino Officio dalla sud.a M.re Sor Michelina adi 18. Aprile 1457, suo nome era Lucia, et fu la prima che fusse ricevuta ad esser obbligata a dire l'Officio grande, poiché lei disse di non voler entrare in questa Religione, se non se gli prometteva di dire l'Officio grande si come così fu osservato, et doppo che lei fu entrata nella Religione fu sempre osservante di tutti li ordini, né mai lasciò d'andare all'Officio, se non era oppressa da grave infirmità, et era una Donna di grande astinenza e devotione, e pareva proprio un Santo Padre. Quando io Sor Veronica venni nel Monastero ella era molto vecchia, ma rendeva gran divotione à vederla, era sempre allegra in faccia, le sue dolci parole erano sempre in lodare e ringratiar Dio con tanto fervore, che pariva che d'hora in hora cominciasse à servir à Dio, et gli sentij à dire che era stata quarant'anni nella Religione, che mai doppo Matutino era andata una volta sopra la lettiera à dormire, et che haveva havute grandissime Infermità, et in età di tren'anni era restata senza alcuno dente in bocca. Fu Madre Superiora trè anni, Vicaria circa dodici anni, et molte volte Maestra delle Novitie. Fu quella che scrisse la Vita della Beata Veronica, et molti altri libri d'Orationi, e tutti i libri da canto, che di presente si adoperano in Choro ogni giorno. Fece la sua Professione nelle mani della sud.a Madre adi 20. Decemb.e 1458., e passò alla felice vita adi 30. Giugno 1515. in età di circa novant'anni» (Biblioteca Ambrosiana, Milano, manoscritto L 56 sussidio).

### Fonti
- Luigi Malacrida, Veronica da Binasco 1445•1497 Catalogo Bibliografico. pp. 659, in proprio, Binasco, 2014/Copie della presente opera presso la Biblioteca Ambrosiana / Biblioteca Trivulziana di Milano.
- Benedetta da Vimercate, La virtuosa vita religiosa di suor Veronica de Negri da Binasco : 1445-1497 : beata agostiniana nel Monastero di S. Marta in Milano : trascrizione integrale / a cura di Luigi Malacrida, 2013/Copia della presente opera presso la Biblioteca Ambrosiana di Milano.